# آلفرد کینزی
آلفرد چارلز کینزی (به انگلیسی: Alfred Charles Kinsey) (زاده ۲۳ ژوئن ۱۸۹۴ - درگذشته ۲۵ اوت ۱۹۵۶) زیست‌شناس آمریکایی و استاد حشره‌شناسی و جانورشناسی بود که در سال ۱۹۴۶ مؤسسهٔ پژوهشی سکس، جنسیت و تولید مثل را در دانشگاه ایندیانا بنیان نهاد. پژوهش کینزی روی مسئلهٔ تمایلات جنسی مردم، که پایه‌گذار رشتهٔ جدید سکسولوژی (مطالعات جنسی) شد، در دهه ۱۹۴۰ و ۱۹۵۰ جنجال آفرین گشت. نتیجهٔ تحقیقات او ارزش‌های فرهنگی و اجتماعی جهان را تحت تأثیرات شگرف خود قرار داد.

## زندگی‌نامه
آلفرد کینزی فرزند آلفرد سگین کینزی و سارا آن چارلز در ۲۳ ژوئن ۱۸۹۴ در شهر هابوکن ایالت نیوجرسی آمریکا زاده شد. مادرش تحصیلاتی اندک داشت، اما پدرش استاد عالیرتبه در مؤسسهٔ فناوری استیونز بود.

### دوران زندگی و باورهای نیاکان
والدین کینزی مسیحیانی بسیار باورمند و دیندار بودند. پدر او عضو کلیسا بوده و توجه زیادی به مسائل دینی داشته. پدر کینزی مقررات شدیدی بر خانه حکمفرما کرده بود، از جمله دستورش دررابطه با تخصیص اکثر وقت روزهای یکشنبه برای نیایش.

### تحصیل
کینزی از همان ابتدا شیفتهٔ زیست‌شناسی گیاه‌شناسی و جانورشناسی بود اما پدرش اصرار داشت تا او در رشتهٔ مهندسی تحصیل کند. بنا به خواست پدر، کینزی به تحصیل مهندسی پرداخت ولی کمتر از دو سال بعد به رشته مورد علاقه خود بازگشت و به تحصیل زیست‌شناسی در دانشگاه هاروارد پرداخت که این تغییر رشته شکافی عمیق در رابطهٔ او با پدرش پدیدآورد. او در سال ۱۹۱۹ موفق به دریافت مدرک دکترا در آن رشته و از همان دانشگاه شد.

### ازدواج
کینزی در سال ۱۹۲۱ با کلارا براکن مک‌میلن ازدواج کرد. حاصل این پیوند چهار فرزند بود که نخستین فرزندشان «دان» در خردسالی بر اثر بیماری قند درگذشت.

## کینزی و سکسولوژی
در سال ۱۹۳۳ و در پی گفتگویی با یکی از همکارانش، کینزی به مطالعهٔ نظام‌مند و علمی مسئلهٔ تمایلات جنسی در انسان علاقه‌مند شد. در خلال این امر، معیاری از میزان گرایش جنسی افراد ارائه نمود که امروزه به‌نام مقیاس کینزی شناخته می‌شود و دامنهٔ آن از ۰ تا ۶ متغیر است. صفر نشانگر دگرجنس گرای صِرف و ۶ همجنس‌گرای کامل است. رتبهٔ X هم بعدها ازسوی همقطاران کینزی برای بی‌جنس‌گرایان دیده شد.
در ۱۹۳۵، کینزی کنفرانسی در دانشگاه ایندیانا ارائه نمود که نخستین سمینار عمومی‌اش در این جستار بود و در آن او به «بی‌خبری گسترده از بنیادهای سکس و فیزیولوژی» تاخته و دیدگاهش را چنین عنوان ساخت که دیرآزمایی سکس، زیان بسیاری بر روان آدمی وارد می‌سازد. کینزی سرمایهٔ پژوهشش را از بنیاد راکفلر فراهم نمود که او را قادر ساخت تا بدین‌ترتیب به کاوش در رفتارهای جنسی انسان بپردازد.

### گزارش کینزی
رونمایی گزارش‌های کینزی که با انتشار کتاب رفتار جنسی در مردان در سال ۱۹۴۸ آغاز و در سال ۱۹۵۳ با کتاب رفتار جنسی در زنان دنبال گشت آن را به فراز فهرست پرفروش‌ترین کتاب‌ها رساند و به‌یکباره کینزی را به یک ستارهٔ سرشناس بدل ساخت. نوشتارهایی دربارهٔ او در نشریاتی چون تایم، لایف، لوک و مک‌کالز انتشار یافتند. گزارش‌های کینزی که به توفانی از مجادلات انجامید، از سوی بسیاری به‌عنوان زمینه‌ساز انقلاب جنسی دههٔ ۱۹۶۰ شناخته می‌شود.

### جنجال‌های حاشیه‌ای
پژوهش کینزی در زمینهٔ سکس، پا را از بیان دیدگاه‌ها و همه‌پرسی‌ها فراتر گذاشت تا بتواند مشاهدات عینی از اعمال جنسی را نیز دربرگیرد. این مشاهدات رفتار همجنس‌گرایانه با کارمندان پروژه و دیگران را نیز شامل می‌شدند. کینزی روند را چنین توجیه می‌نمود که برای کسب اطمینان از جستارهای پژوهشی، این موارد لازم‌الاجرا می‌باشند. بسیاری از کسان، عملکرد کینزی را برگرفته از گرایش‌های جنسی شخصی‌اش می‌دانستند و بر این باور بودند که او کارمندانش در این پروژه را نیز چنین تشویق می‌نموده تا همچو وی عمل کرده و دامنهٔ اعمال جنسی خویش را تا می‌شود گسترش دهند، چرا که کینزی باورداشت این کار به پرسشگران کمک می‌کند تا پاسخ متقابل شرکت کنندگان در نظرخواهی‌ها و مصاحبه‌ها را بهتر درک کنند. کینزی برای بخشی از پژوهشش از اعمال جنسی کارمندان پروژه در اتاق زیر شیروانی منزلش فیلم تهیه می‌کرد. زندگی‌نامه‌نگار سرشناس، جاناتان گاثورن-هاردی تشریح می‌سازد که این‌کار برای تضمین محرمانه ماندن فیلم و اهتراز از رسوایی برآمده از فراگیر شدن احتمالی آن انجام گردیده بود. کینزی اسناد گوناگونی که مندرجات سکسی دربرداشتند را از سرتاسر جهان جمع‌آوری نموده بود که در سال ۱۹۵۶ وقتی ادارهٔ گمرک چند فیلم پورنواش را توقیف کردند، برایش دردسر ساز شدند. مشکلی که تا پیش از مرگش به شیوهٔ قانونی حل و فصل نشد.
کینزی درجلد اول گزارش‌هایش که به بررسی اوج لذت جنسی در نابالغین می‌پردازد از داده‌های جداول ۳۰ تا ۳۴ استفاده کرد که گزارشی بود از مشاهدات این پدیده در بیش از ۷۰۰ کودک از سنین پنج‌ماهه تا چهارده ساله. گفته شد که این اطلاعات از خاطرات کودکی افراد بالغ یا مشاهدات والدین یا آموزگاران آن‌ها گردآورده شده بوده است. کینزی همچنین گفت که از ۹ مرد که تجربهٔ رابطهٔ جنسی با کودکان نیز داشته، مصاحبه به عمل آورده که در رابطه با پاسخ‌ها و واکنش‌های کودکان در این باره گفته‌اند. در آن زمان به این بخش رسیدگی زیادی نشد، ولی اینکه کینزی این مطالب را از کجا به‌دست آورده، امری بود که حدود ۴۰ سال بعد مورد پرسش قرار گرفت. بعدها آشکار شد که کینزی این اطلاعات را از یک مرد دارای انحراف بچه‌بازی و نه از چندین منبع برگرفته بوده است. بولوگ در کتابش دلیل را پرده‌پوشی برای اهتراز از افشای منبع می‌داند. کینزی نیاز به رازداری و گمنام‌نگاه‌داری مشارکت‌کننده را لازمهٔ یافتن پاسخ‌های صادقانه دررابطه با این جستارهای ممنوعه و تابوها دیده بود. چیزی که به گمان باز-رخ‌دهی این جرایم به‌دست آن منحرف جنسی می‌ارزید. انجمن علمی کینزی اظهار داشت که کلیهٔ داده‌های مندرج در جداول ۳۱–۳۴ که در مورد کودکان آمده‌اند از دفترچه خاطرات شخصی یک فرد (آغاز از تاریخ ۱۹۱۷) برداشت شده‌اند و رویدادهای مشروحه همگی پیش از گزارش‌های کینزی رخ داده بوده‌اند.
جونز نوشته که کار کینزی متأثر از اعمال جنسی شخصی‌اش بوده، چراکه او بیش از اندازه زندانیان و روسپیان را مورد بررسی قرار داده است، برخی از مجردان را جزء «مزدوج‌ها» طبقه‌بندی کرده و تعداد نامتناسبی از مردان همجنس‌گرا از ایالت ایندیانا را در نمونه پژوهشی خود شرکت داده که ممکن است برآیند مطالعاتش را مخدوش کرده باشد. افزون برآن اشاره بر این نکته نیز شده که کینزی در پژوهشش سیاهپوستان را نادیده گرفته است.
در دههٔ ۱۹۷۰ پل گبهارت تمامی داده‌های مشکوک (همانند آنچه از زندانیان و مخاطبان مشابه تهیه شده بود) را از مطالعه زدود و دیگر داده‌ها را دوباره نسبت به برآیند «۱۰۰ درصد» گروه‌ها مورد پردازش قرار داد. او تنها تغییراتی اندک میان ارقام دگرگون شده و رقوم پیشین را برداشت نمود. بولوگ توضیح می‌دهد که چگونه پس از جداسازی داده‌های وابسته به زندانیان و یک همجنسگرا مجدداً آن‌ها را پردازش کردند و نتیجه تغییر چندانی نکرد. گرچه کینزی داده‌های افراد همجنس‌گرا را بیش از اندازه در پژوهشش به‌کار برده بود، ولی بولوگ بر این باور است که این امر می‌تواند بدین انگیزه بوده باشد که این رسوایی نیز باید درک می‌شد.

## بازتاب گزارش‌ها در مطبوعات
آوازهٔ کتاب رفتار جنسی در مردان شور گسترده‌ای در رسانه‌ها برانگیخت. مجله تایم نوشت «از بعد از کتاب بربادرفته کتابفروشان چنین فروشی را به خود ندیده‌بودند» کتاب رفتار جنسی در زنان حتی پوشش خبری بیشتری را در رسانه‌ها به تکاپو کشید: فرتوری از کینزی روی جلد نشریه مورخ ۲۴ اوت ۱۹۵۳ تایم شکل بست و دو مقاله از وی در آن شماره چاپ شد. سرمقاله نهایتاً با این جمله خاتمه می‌یابد: «خدمتی که کینزی در حق مسائل جنسی کرده همچون خدمتیست که کریستف کلمب در حق جغرافیا داشته است. با این تفاوت که کلمب نمی‌دانسته کجا را کشف کرده است.»

## درگذشت
کینزی در ۲۵ اوت ۱۹۵۶ در سن ۶۲ سالگی بر اثر بیماری قلبی و ذات‌الریه فوت کرد.

## رویکرد دوبارهٔ جامعه فرهنگی
دههٔ ۲۰۰۰ شاهد رویکرد دوبارهٔ مردم به کینزی بود. تئاتر موزیکال  سکس براساس روابط خانوادگی و خارج از حیطهٔ خانواده کینزی در سال ۲۰۰۳، فیلم کینزی در سال ۲۰۰۴ براساس سرگذشت او به کارگردانی بیل کاندان و بازیگری لیام نیسون در نقش کینزی، رمان حلقهٔ شرکاء به قلم تی سی بویل در سال ۲۰۰۵ و نیز یک فیلم مستند براساس زندگی کینزی از شبکهٔ تلویزیونی پی‌بی‌اس در سال ۲۰۰۶ نمودهایی از این رویکردها بودند.

## در رسانه‌ها
در سال ۲۰۰۴ فیلم کینزی در ژانر بیوگرافی/درام توسط بیل کاندن (کارگردان و نویسنده فیلم) ساخته شد.
در سال ۱۳۹۶ تا ۱۳۹۸ (۲۰۱۸–۲۰۲۰) مستند ایکسونامی، خاطرات یک پورن استار به کارگردانی محسن آقایی ساخته شد که مقالات و آمارهای کینزی و تحولات به وجود آمده بعد از ارائه آن‌ها، در این مستند بررسی می‌شود.

## مقالات عمده
- "New Species and Synonymy of American Cynipidae," in Bulletin of the American Museum of Natural History (1920)
- "Life Histories of American Cynipidae," in Bulletin of the American Museum of Natural History (1920)
- "Phylogeny of Cynipid Genera and Biological Characteristics," in Bulletin of the American Museum of Natural History (1920)
- An Introduction to Biology (1926)
- The Gall Wasp Genus Cynips: A Study in the Origin of Species (1930)
- New Introduction to Biology (1933, revised 1938)
- The Origin of Higher Categories in Cynips (1935)
- Edible Wild Plants of Eastern North America (1943)
- گزارش‌های کینزی:
  - Sexual Behavior in the Human Male (۱۹۴۸، تجدید چاپ 1998)
  - Sexual Behavior in the Human Female (۱۹۵۳، تجدید چاپ 1998)

## کتابشناسی
- Christenson, Cornelia (1971). Kinsey: A Biography. Bloomington: Indiana University Press.
- Gathorne-Hardy, Jonathan (1998). Alfred C. Kinsey: Sex the Measure of All Things. London: Chatto & Windus. ISBN 0-253-33734-8
- Jones, James H. (1997). Alfred C. Kinsey: A Public/Private Life. New York: Norton. ISBN 0-7567-7550-7
- Pomeroy, Wardell (1972). Dr. Kinsey and the Institute for Sex Research. New York: Harper & Row.
- Reinisch, June M. (1990). The Kinsey Institute New Report on Sex. New York: St. Martin's. ISBN 0-312-05268-5
- Reisman, Judith (2006). Kinsey's Attic: The Shocking Story of How One Man's Sexual Pathology Changed the World. WND Books. ISBN 1-58182-460-2

## پیوندهای درونی
- گزارش‌های کینزی